# Pseudechinus flemingi
Pseudechinus flemingi is een zee-egel uit de familie Temnopleuridae.
De wetenschappelijke naam van de soort werd in 1958 gepubliceerd door Howard Barraclough Fell.